# أوربانيا (إيطاليا)
أوربانيا هي بلدية (بلدية) في مقاطعة بيزارو إي أوربينو في منطقة ماركي الإيطالية ، وتقع على بعد حوالي 80 كيلومتر (50 ميل) غرب أنكونا وحوالي 40 كيلومتر (25 ميل) جنوب غرب بيزارو ، بجانب نهر ميتورو .
تقع أوربانيا على حدود البلديات التالية: أكوالاغنا و أبيكيو و كالي و فيرمينانو و بيجليو و بيوبيكو و سانت أنجيلو و أوربينو .
إنه مركز إنتاج سيراميك ومايوليكا مشهور. في السنوات الأخيرة ، أصبح أكثر ارتباطًا بتقليد بيفانا الشعبي.

## تاريخ
كانت تعرف في الأصل باسم قلعة ديلي رايب ، وكانت بلدية حرة لحزب جيلف . في عام 1277 دمرها الغيبلينيون ، ثم أعاد بناءها البروفنسال غيوم دوراند عام 1284 وأطلق عليها اسم كاستل دورانت . في وقت لاحق حكمتها عائلة برانكاليوني. عندما تمت الإطاحة بهذا الأخير ، عرضت المدينة نفسها على دوقات أوربينو ، الذين استخدموا القصر في المدينة كمقر صيفي وأعادوا ترميمه من قبل المهندسين المعماريين مثل فرانشيسكو دي جورجيو مارتيني . تم دفن آخر دوق ديلا روفير ، فرانشيسكو ماريا الثاني ، في قصر الدوق في أوربانيا.
في عام 1631 أصبحت جزءًا من الولايات البابوية . بعد خمس سنوات تغير اسمها إلى الاسم الحالي ، تكريما للبابا أوربان الثامن .
في 23 يناير 1944 ، قصف الحلفاء أوربانيا ، مما أسفر عن مقتل 250 مدنيًا.  كان يوم أحد لذلك تجمع الناس في المدينة ، مما زاد عدد الضحايا.
بعد الحرب العالمية الثانية ، حصلت أوربانيا على الميدالية البرونزية للشجاعة العسكرية عن أفعال مواطنيها خلال الحرب الحزبية.

## جيولوجيا
تقع قاعدة المرحلة الستراتيغرافية الدولية في تشاتيان في أوربانيا وتتميز بعلامة GSSP والعلامة التذكارية التي تم تثبيتها هناك في مايو 2017.

## المعالم السياحية الرئيسية

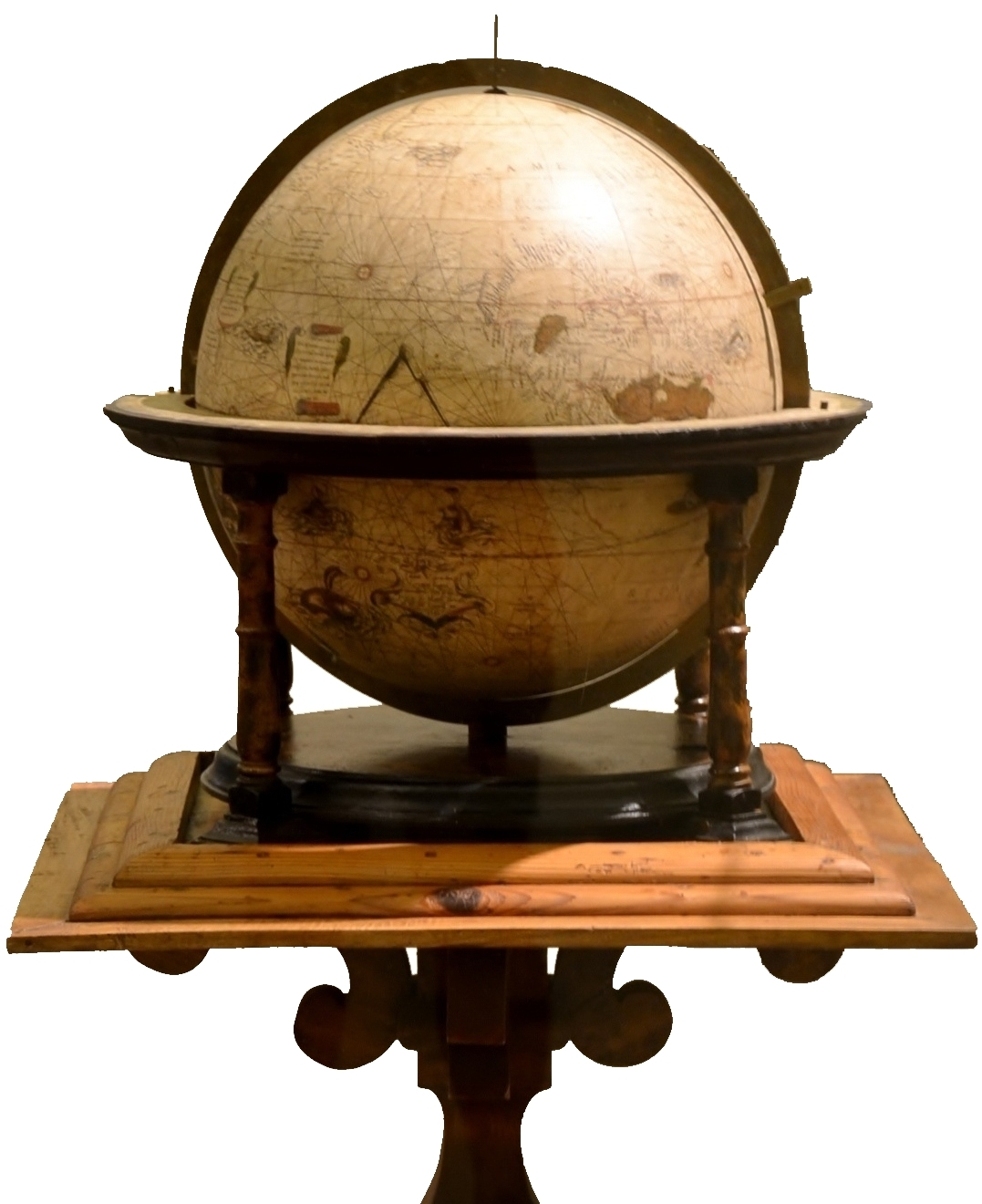
موقع Globe بواسطة Mercator بتاريخ 1541 ؛ الآن في متحف "Palazzo Ducale". وهي واحدة من حوالي 22 كرة أرضية مركاتور موجودة.

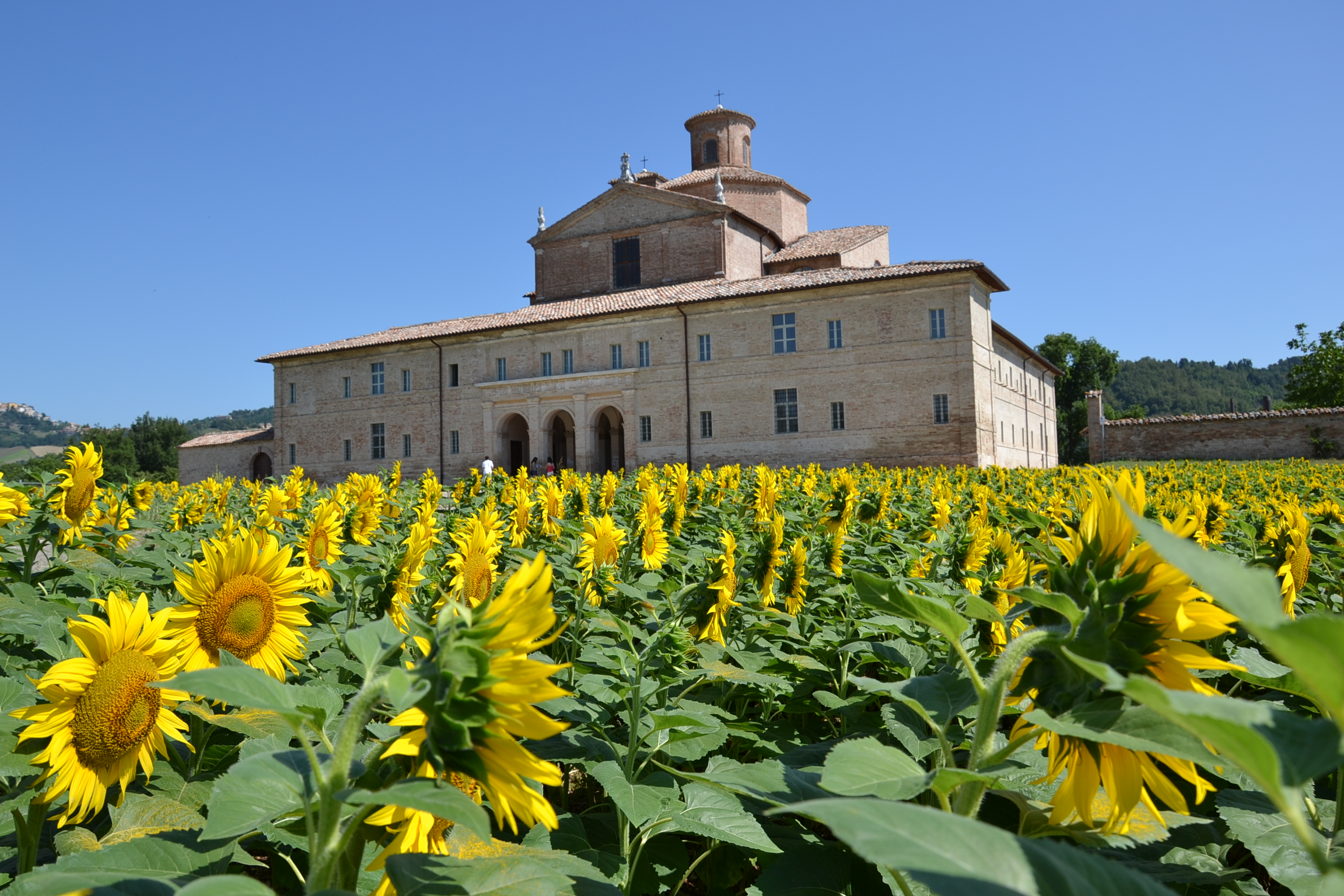
المدخل الرئيسي لـ Barco Ducale يُنظر إليه من الجنوب الغربي

- قصر الدوق : يضم القصر متحفًا ومكتبة. ومن بين الجوائز التي حصدت جوائز الكرة الأرضية التي صنعها عالم الطبيعة الألماني جيراردوس مركاتور المولود في فلمنكي بين عامي 1541 و 1551.
- كييزا دي مورتي (كنيسة الموتى) ، مع 18 مومياء طبيعية من العصور الوسطى وعصر النهضة مكشوفة خلف المذبح.
- جدران القرون الوسطى.
- يقع "باركو دوكالي" على بعد كيلومتر واحد خارج المدينة. أقيم عام 1465. بعد وقوع زلزال ، أعيد بناؤها بين عامي 1741 و 1771. عادة لا يمكنك دخول المبنى.
- كاتدرائية اوربانيا
- سانتا كاترينا
- سانتا كيارا
- سانتيسيمو كروسيفيسو
- سان فرانشيسكو
- سانتا ماريا مادالينا

## تاريخ السكان
يتميز أوربانية بأنه الموقع الرئيسي لـ سي سيامو ((ردمك 1-86391-109-X) ) كتاب مدرسي لطلاب اللغة الإيطالية يستخدمه العديد من الطلاب الأستراليين في السنوات المتوسطة من المدرسة الثانوية.